# Islandsmussla
Islandsmusslan (Arctica islandica), är en marin mussla som är inhemsk i Nordatlanten.  Både 2006 and 2007 hittades exemplar vid den isländska kusten som visade sig vara över 400 år gamla, vilket gör islandsmusslan till det mest långlivade kända djuret. 
Höger och vänster klaff av samma exemplar:

Höger klaff
Vänster klaff

## Långlevnad
I oktober 2007 fastställde forskare från Bangor University i North Wales att en islandsmussla som muddrats upp vid den isländska kusten var mellan 405 och 410 år gammal genom att räkna ringarna i dess skal (ett förfarande som kallas sklerokronologi). Detta gjorde musslan till det mest långlivade kända djuret. Senare undersökningar uppskattade åldern till 507 år.
Musslan fick smeknamnet "Ming" efter Mingdynastin som härskade Kina när musslan kläcktes. Forskarna är osäkra på hur länge musslan hade levat om den hade fått vara kvar på havsbotten.
Help the Aged, en filantropisk organisation i Storbritannien har bidragit med £40 000 avsett för forskning kring islandsmusslans långa liv.